# 水界隧道

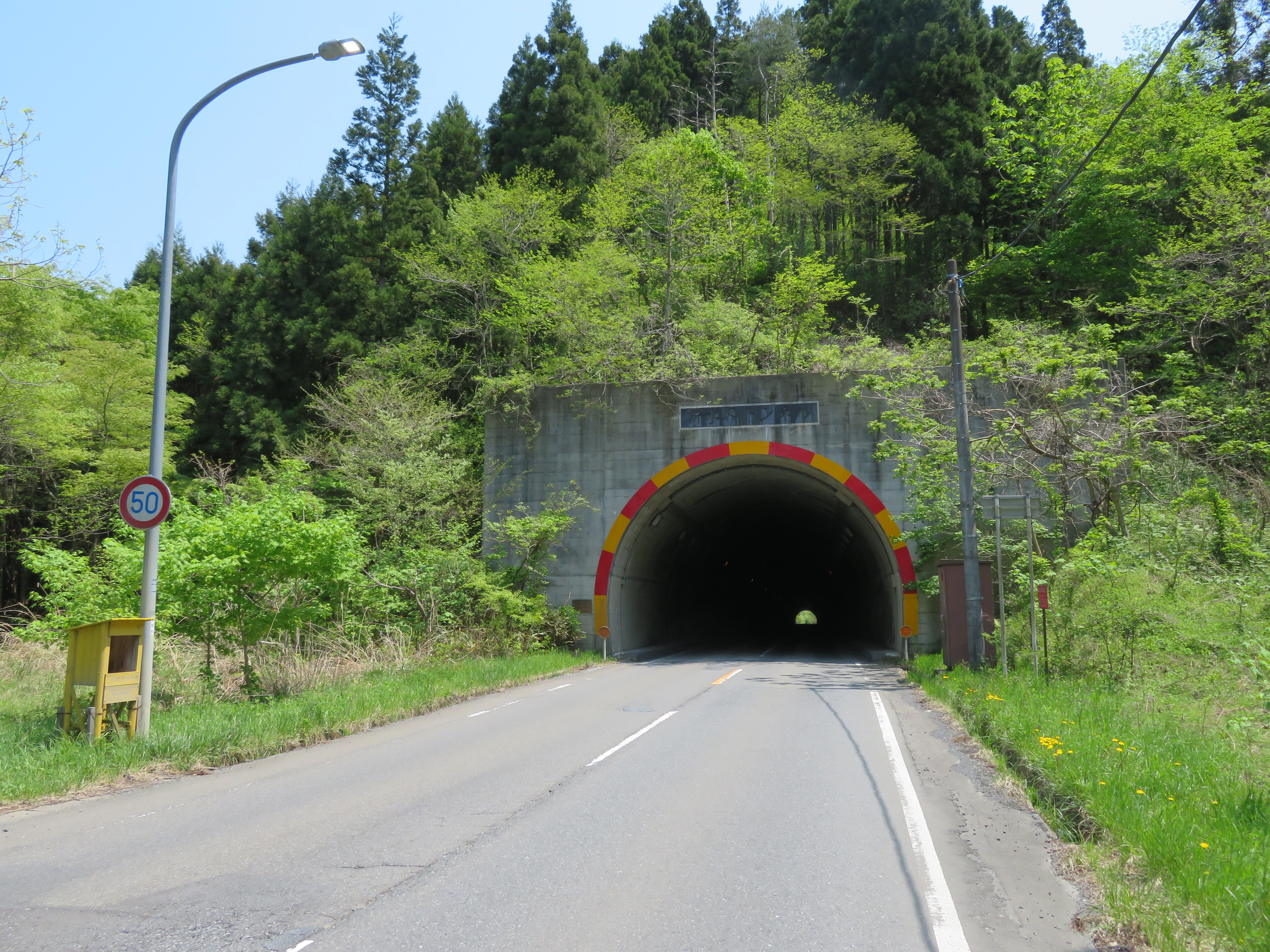
新水界隧道的隧道口

水界隧道（日语：／）是日本宮城县的一座公路隧道，位于登米市東和町米谷和本吉郡南三陸町之间，为日本国道398号使用。当前的隧道为第二代隧道，也称为新水界隧道（日语：／），长397米，1981年3月建成通车，第一代隧道长89.8米，1886年4月建成通车。